# Lampropeltis extenuata
Lampropeltis extenuata – gatunek węża z rodziny połozowatych (Colubridae).

## Zasięg występowania
Występuje na Florydzie w USA.